# Osunja
Osunja is een plaats in de gemeente Samobor in de Kroatische provincie Zagreb. De plaats telt 20 inwoners (2001).